# Lettre d'Ignace aux Romains

La lettre d’Ignace aux Romains (en grec ancien : Ἐπιστολὴ πρὸς Ῥωμαίοις / Epistolē pros Rhōmaiois) est un document envoyé par l’évêque Ignace d'Antioche aux chrétiens de Rome, leur demandant de ne pas intervenir pour empêcher son exécution à Rome. Par le don de sa vie, il souhaite donner un témoignage au Christ. Écrite vers 117, la lettre a une grande importance théologique quant au sens mystique à donner au martyre pour le Christ et à la place qu’occupe l’Église de Rome dans la chrétienté des temps postapostoliques.  
Cette lettre (en langue grecque) est l'une des sept lettres attribuées à Ignace d’Antioche qui sont considérées comme authentiques. À partir du Ve siècle, d’autres écrits apocryphes furent ajoutés aux « collections » de lettres.  

## Contexte et histoire
Il est clair que la lettre aux Romains fut écrite peu de temps avant le martyre d’Ignace, mais on ne sait pas exactement quand ce martyre eut lieu. La tradition le place sous le règne de Trajan, empereur de Rome de 98 à 117 apr. J.-C.
Si la majorité des érudits accepte la datation traditionnelle du martyre d’Ignace sous Trajan, d’autres ont plaidé pour une date plus tardive allant jusqu’aux années 135-140. Curieusement, Ignace donne cependant le mois et le jour : il écrit (de Smyrne) le « neuf d’avant les calendes de septembre » [24 août]. C’est la seule lettre du corpus à être datée.

## Circonstances

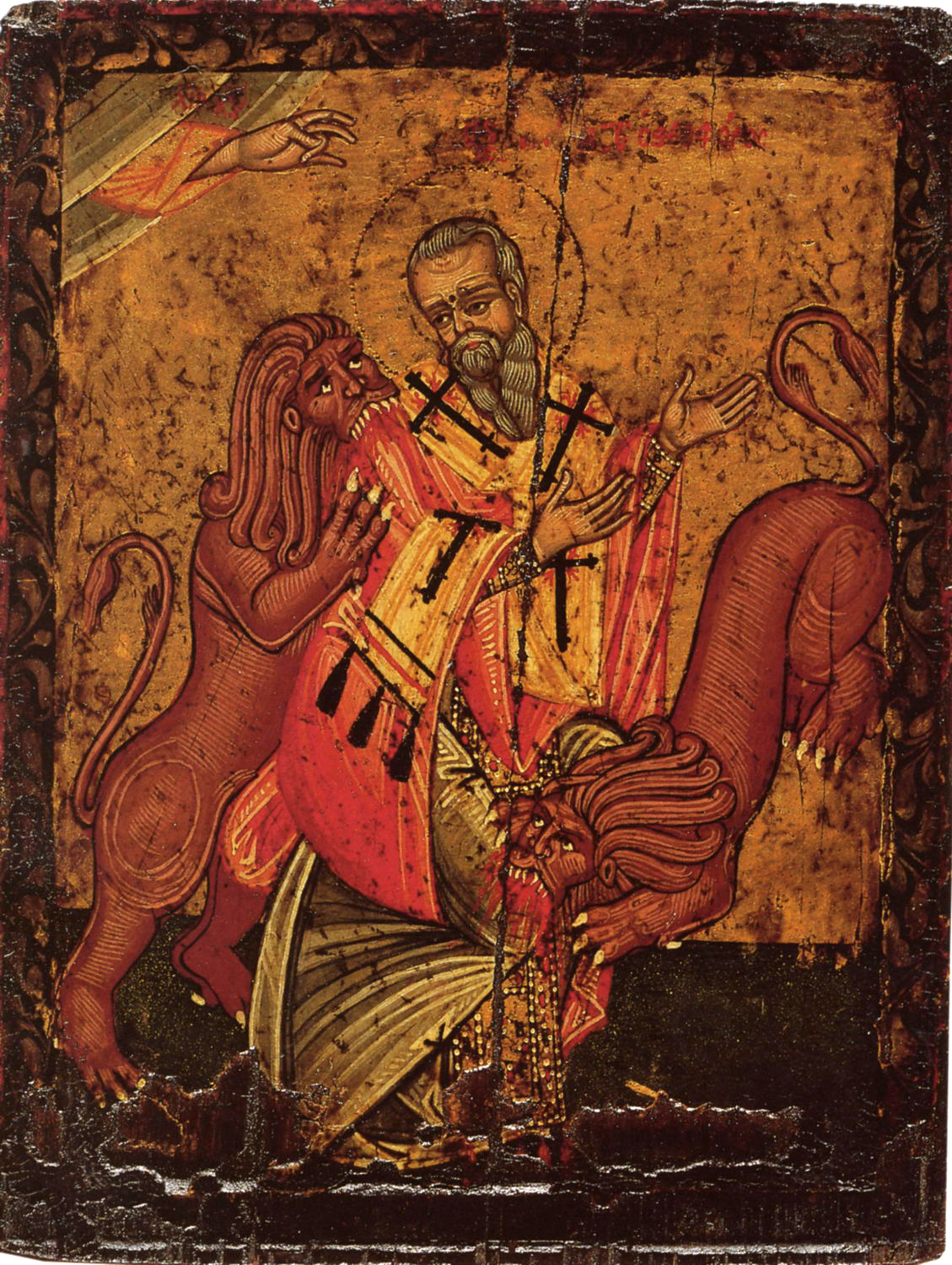
Le martyre de saint Ignace, icône bulgare ou macédonienne du XVIIe siècle attribuée à Ioannis Apakas.

Après son arrestation dans la province de Syrie, Ignace, évêque d’Antioche et désormais prisonnier, traverse de nombreuses villes en faisant route vers Rome où il doit être exécuté. Aux Romains a été écrit avant son arrivée à Rome, alors qu’il était à Smyrne. Le voyage d’Ignace à Rome est confirmé par l'évêque et historien de l’Église du IVe siècle Eusèbe de Césarée. Ignace d’Antioche est l'un des Pères apostoliques de la foi chrétienne les plus importants, appartenant à la première génération d’auteurs chrétiens, suivant celle des apôtres et évangélistes.   
Alors que les autres lettres ignaciennes (aux Ephésiens, aux Magnésiens, etc.) s’adressent aux communautés avec lesquelles Ignace avait déjà eu des contacts (en personne ou par l’intermédiaire de représentants), celle-ci s’adresse aux chrétiens de Rome avant même qu’il arrive dans la capitale de l'Empire romain. La lettre est peut-être destinée à permettre aux chrétiens romains de se préparer à son arrivée. Elle semble avoir un unique but : les décourager de tenter de lui éviter le martyre, car il souhaite intensément être uni au Christ par le don de sa vie.

## Contenu
La lettre – qui n’est pas « épitre » - suit le format épistolaire traditionnel :
- Salutation à l’Église de Rome « qui préside à la charité » (préface).
- Demande aux chrétiens de Rome de ne pas intervenir pour empêcher son martyre : qu’ils prient plutôt pour qu’il soit un bon chrétien (1.1-3.3).
- Explication de sa souffrance en tant qu’union avec Christ : il veut être la « pâture des bêtes », le froment de Dieu (4.1-8.1).
- Clôture et adieu. « Laissez moi mourir » c’est ce qu’il attend de leur bienveillance (8.2-10.3). Avec recommandations et prières.

## Signification et importance
Bien que la lettre aux Romains soit significative surtout en ce qui concerne Ignace lui-même, vivant la perspective de son martyre imminent, elle est également importante comme début de théologie chrétienne du martyre, union intime au Christ dans le don de la vie, union et identification complète avec le sacrifice eucharistique. Cette théologie eut une influence considérable sur les générations qui suivirent, et tout au long de l’histoire de l’Église.   
En effet, le langage qu’Ignace utilise pour parler de sa mort est fréquemment eucharistique, se référant souvent à la consommation de son corps comme pain. La perspective de sa mort, envisagée avec joie comme union au Christ, informe une grande partie de la lettre. Ce n’est que par la mort qu’il peut atteindre la vraie liberté. Il ne voit plus aucune valeur dans les choses de ce monde. 
Ignace compare également son voyage vers Rome comme une marche victorieuse vers une bataille gagnée d’avance. Les diverses métaphores utilisées glorifient le martyre. Dans l’ensemble, sa méditation sur le martyre reflète les attitudes contre-culturelles du christianisme de cette ère immédiatement postapostolique.
La lettre aux Romains diffère sensiblement des six autres lettres d’Ignace. Cette lettre traite du martyre avec une communauté chrétienne qu’Ignace n’a pas encore personnellement rencontrée, tandis que les autres lettres - qui sont davantage du genre « épitre » - traitent de questions plus doctrinales telles que le contenu de la foi, la hiérarchie de l’Église et l’affermissement du christianisme. Ignace fait également remarquer qu’il ne pouvait pas commander aux chrétiens de Rome comme les apôtres Pierre et Paul l’ont fait autrefois. Un tel commentaire n’a de sens que si Pierre a effectivement été un dirigeant, sinon le chef, de l’Église à Rome. Le détail est d’importance. 
Enfin, ce texte est également important parce qu’il donne une esquisse de la hiérarchie ecclésiastique émergente. Nous pouvons voir comment la hiérarchie de l’Église à trois niveaux (composée d’évêques, d’anciens/presbytres et de diacres) a vu le jour, et comment les Églises régionales ont gagné en unité grâce à elle.  
Il y a même, de manière inchoative, ce qui peut être interprété comme une reconnaissance de la primauté du siège de Rome dans l’Église. Ignace, évêque d’Antioche, l'un des diocèses les plus importants de la chrétienté, autant en ancienneté qu'en prestige, s’adresse à l’Église de Rome « qui préside à la charité », une reconnaissance implicite d’une prééminence romaine, sans nul doute due au fait que les apôtres Pierre et Paul y subirent le martyre.